# 2500 Alascattalo
2500 Alascattalo è un asteroide della fascia principale. Scoperto nel 1926, presenta un'orbita caratterizzata da un semiasse maggiore pari a 2,2407226 UA e da un'eccentricità di 0,0997183, inclinata di 6,99104° rispetto all'eclittica. 
Il suo nome deriva da quello dell'Alascattalo, un animale mitologico della tradizione dello Stato dell'Alaska, derivata dall'incrocio tra un alce e un tricheco. Il termine è utilizzato anche per riferirsi al peculiare senso dell'umorismo degli alaskani.
Nel 2020, una collaborazione internazionale di nove telescopi, tra i quali l'Osservatorio Astronomico dell'Università di Siena, ha rilevato la presenza di un piccolo satellite, dal diametro di circa 3km e orbitante intorno ad Alascattalo in 169 ore. Alascattalo rientra dunque nella categoria degli asteroidi binari.